# Nárožní kámen

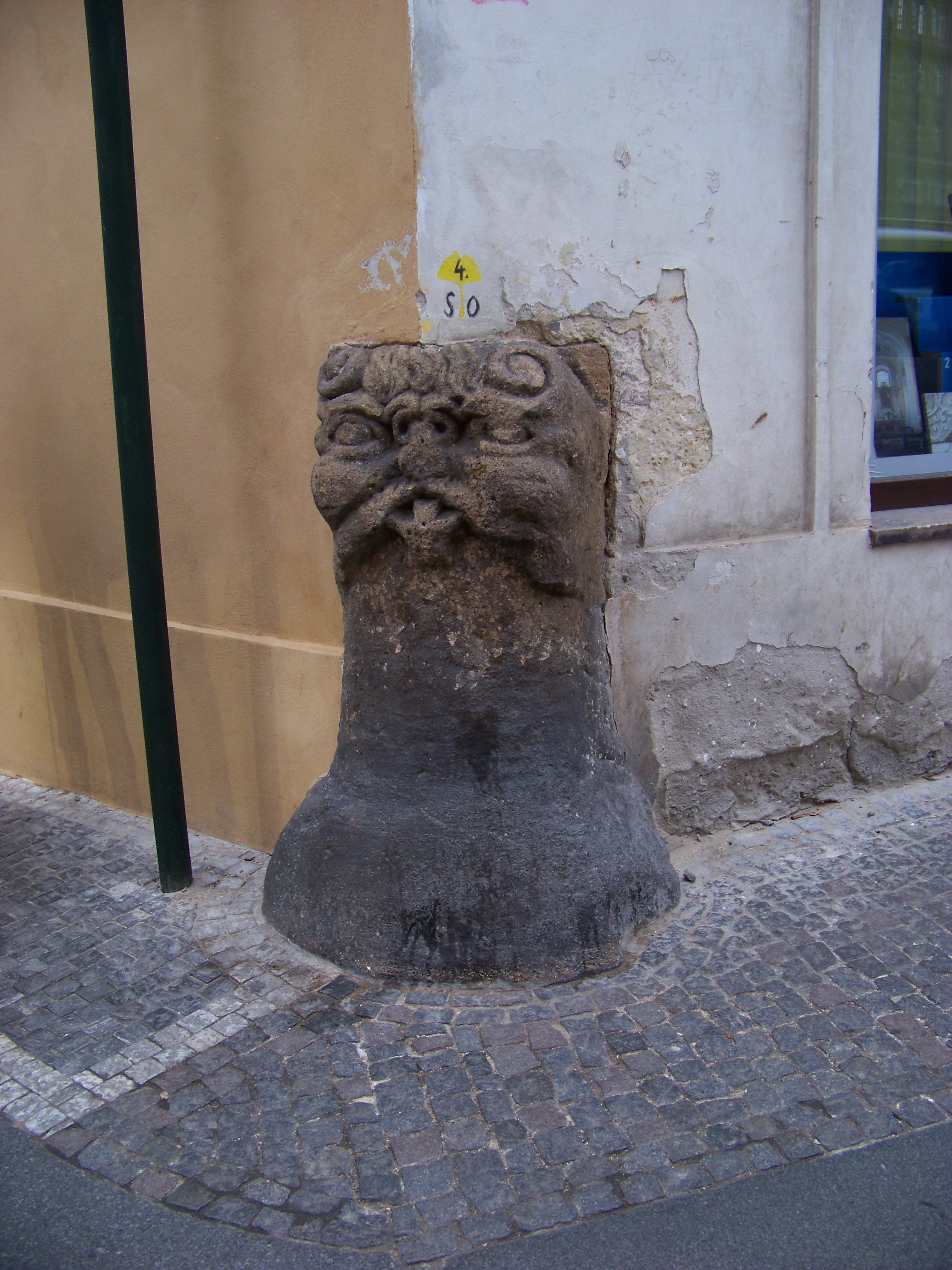
Husova 2, Na Perštýně 18, nárožní kámen v Praze

Nárožní kámen, nárožník, odrazník, nákolník či ochranný patník je vyčnívající kamenný, kovový nebo betonový exteriérový architektonický prvek umístěný na rohu budovy nebo jejího vjezdu, který zabraňuje poškození stavby vozidly.

## Funkce
Zprávy v tisku 19. století svědčí o tom, že nárožní kameny sice chránily budovy, byly však současně příčinou havárií kočárů a vozů.

## Provedení
Typické jsou historické nárožní kameny, někdy zdobené reliéfy (např. Praha 1, nároží Husova 2 a Na Perštýně 18).
U novějších domů (přelom 19. a 20. století) byly též instalovány kovové ochranné prvky (např. Praha 3, Seifertova 31). Může se jednat i o druhotné využití předmětu – ve Stonařově chrání roh zdi bývalý mlýnský kámen.

## Pojmenování
Nárožní kameny je možno nalézt v řadě evropských zemí, v místním jazyce však pro ně není používán doslovný ekvivalent českého výrazu „nárožní kámen“. Výrazu nárožní kámen odpovídá v angličtině guard stone, ve francouzštině chasse-roue.
Výrazem nárožní kámen či úhelný kámen se v češtině i dalších jazycích označuje též základní kámen umístěný v rohu budovy. Tomuto významu odpovídají například anglický výraz corner stone, francouzský pierre d'angle či ruský краеугольный камень atd. Tento význam je míněn také v překladech biblického žalmu hojně citovaného v novozákonních spisech: „Kámen, který stavitelé zavrhli, stal se kamenem úhelným (hlavou úhlu).“ (Žalm 118,22 citovaný v Mk 12,10, Lk 20,17, Sk 4,11, 1Petr 2,7, Ef 2,20).